# Đồng Tân, Hiệp Hòa
Đồng Tân là một xã thuộc huyện Hiệp Hòa, tỉnh Bắc Giang, Việt Nam.

## Địa lý
Xã Đồng Tân có diện tích 3,74 km², dân số năm 2023 là 4.127 người, mật độ dân số đạt 1.103 người/km².

## Hành chính
Xã Đồng Tân được chia thành thôn: